# Démographie de l'Inde

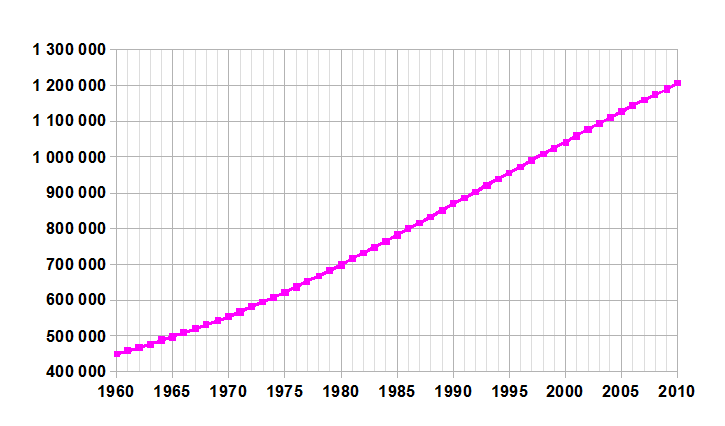
Évolution démographique en milliers d’habitants.

Carte de la répartition du taux d'alphabétisme.

L'Inde compte 1,465 milliard d'habitants en août 2025, soit environ 18 % de la population mondiale. En 2023, elle dépasse la Chine pour devenir le pays le plus peuplé du monde.
L'Inde compte plus de 2 000 groupes ethniques, plusieurs centaines de langues appartenant à quatre familles différentes (indo-européennes, dravidiennes, austroasiatiques et tibéto-birmanes) et l'ensemble des grandes religions du monde y est représenté. Seul le continent africain connait une diversité linguistique, culturelle et génétique plus importante que l'Inde.
La population de l'Inde est passée d'environ 350 millions d'habitants en 1950 à près de 1,46 milliard en 2025, soit une augmentation moyenne d'environ 14,5 millions de personnes par an, correspondant à un taux de croissance annuel moyen proche de 1,8 %. Elle a ainsi progressé de 222 % entre 1960 et 2024, bien que le rythme d’accroissement démographique soit en baisse depuis les années 1980, atteignant 0,88 % en 2023.

## Recensements
L'Inde a une longue tradition des recensements de sa population depuis le XIXe siècle, à l'époque de la colonisation britannique. Le premier recensement moderne a eu lieu en 1872, les recensements ont lieu systématiquement tous les dix ans depuis 1881.
Ainsi, le dernier recensement a eu lieu en 2010-2011. Deux millions de fonctionnaires indiens ont été employés. Les données biométriques (photographie et empreintes digitales) recueillies auprès de tous les citoyens de plus de 15 ans doivent permettre de créer un Registre national de la population et de délivrer à tous les Indiens un numéro et une carte nationale d'identité. Ce recensement est quantitativement le plus important de l'histoire de l'humanité.

## Évolution démographique
| Évolution de la population | Évolution de la population | Évolution de la population |
| Année                      | Population                 | %±                         |
| -------------------------- | -------------------------- | -------------------------- |
| 1871                       | 209 100 000                | —                          |
| 1881                       | 210 900 000                | + 0,9 %                    |
| 1891                       | 231 400 000                | + 9,7 %                    |
| 1901                       | 238 400 000                | + 3 %                      |
| 1911                       | 252 100 000                | + 5,7 %                    |
| 1921                       | 251 300 000                | - 0,3 %                    |
| 1931                       | 279 000 000                | + 11%                      |
| 1941                       | 318 700 000                | + 14,2 %                   |
| 1951                       | 361 088 000                | + 13,3 %                   |
| 1961                       | 439 235 000                | + 21,6 %                   |
| 1971                       | 548 160 000                | + 24,8 %                   |
| 1981                       | 683 329 000                | + 24,7 %                   |
| 1991                       | 846 421 000                | + 23,9 %                   |
| 2001                       | 1 028 737 000              | + 21,5 %                   |
| 2011                       | 1 210 193 000              | + 17,6 %                   |

Le taux de croissance de la population était de 1,2 % en 2014. En 2022, la croissance démographique est inférieure à 1 %, ce qui représente cependant plus de 12 millions d'Indiens supplémentaires chaque année.

### Le pays le plus peuplé du monde en 2023
À la différence de la Chine, dont la croissance démographique a chuté (sa population a baissé pour la première fois en 2022), l'Inde connait toujours une augmentation rapide de sa population. La population indienne augmente d'environ 19 millions d'habitants par an (conséquence d'un taux global de fécondité de 2,7 enfants par femme - contre 1,7 pour la Chine).
L'Inde est appelée à devenir plus peuplée que la Chine en 2023 selon l'ONU, avec quatre années d’avance sur les prévisions : de 1,2 milliard d’habitants en 2011, la population indienne devrait atteindre 1,4 milliard en 2023, et près de 1,7 milliard en 2050. Selon des estimations publiées le 19 avril 2023 par le Fonds des Nations unies pour la population (UNFPA), la population de l'Inde atteindra 1,4286 milliard d'habitants à la mi-2023, dépassant de trois millions la population chinoise, estimée à 1,4257 milliard. Cependant, les estimations de l'ONU sont issues de projections ; aucune statistique n'a été publiée récemment par le gouvernement indien, qui n'a effectué aucun recensement depuis 2011. Un nouveau dénombrement devait avoir lieu en 2021, mais il a été retardé en raison de la pandémie de Covid.

## Structure de la population
| Période     | Naissances annuelles | Décès annuels | Solde naturel annuel | Taux de natalité (‰) | Taux de mortalité (‰) | Solde naturel (‰) | Indice de fécondité | Taux de mortalité infantile |
| ----------- | -------------------- | ------------- | -------------------- | -------------------- | --------------------- | ----------------- | ------------------- | --------------------------- |
| 1950 – 1955 | 16,832,000           | 9,928,000     | 6,904,000            | 43,3                 | 25,5                  | 17,7              | 5,90                | 165,0                       |
| 1955 – 1960 | 17,981,000           | 9,686,000     | 8,295,000            | 42,1                 | 22,7                  | 19,4              | 5,90                | 153,1                       |
| 1960 – 1965 | 19,086,000           | 9,358,000     | 9,728,000            | 40,4                 | 19,8                  | 20,6              | 5,82                | 140,1                       |
| 1965 – 1970 | 20,611,000           | 9,057,000     | 11,554,000           | 39,2                 | 17,2                  | 22,0              | 5,69                | 128,5                       |
| 1970 – 1975 | 22,022,000           | 8,821,000     | 13,201,000           | 37,5                 | 15,0                  | 22,5              | 5,26                | 118,0                       |
| 1975 – 1980 | 24,003,000           | 8,584,000     | 15,419,000           | 36,3                 | 13,0                  | 23,3              | 4,89                | 106,4                       |
| 1980 – 1985 | 25,577,000           | 8,763,000     | 16,814,000           | 34,5                 | 11,8                  | 22,7              | 4,47                | 95,0                        |
| 1985 – 1990 | 26,935,000           | 9,073,000     | 17,862,000           | 32,5                 | 10,9                  | 21,5              | 4,11                | 85,1                        |
| 1990 – 1995 | 27,566,000           | 9,400,000     | 18,166,000           | 30,0                 | 10,2                  | 19,8              | 3,72                | 76,4                        |
| 1995 – 2000 | 27,443,000           | 9,458,000     | 17,985,000           | 27,2                 | 9,4                   | 17,8              | 3,31                | 68,9                        |
| 2000 – 2005 | 27,158,000           | 9,545,000     | 17,614,000           | 24,8                 | 8,7                   | 16,1              | 2,96                | 60,7                        |
| 2005 – 2010 | 27,271,000           | 9,757,000     | 17,514,000           | 23,1                 | 8,3                   | 14,8              | 2,73                | 52,9                        |

L'Inde compte plus de 2 000 groupes ethniques, plusieurs centaines de langues appartenant à quatre familles différentes (indo-européennes, dravidiennes, austroasiatiques et tibéto-birmanes) et l'ensemble des grandes religions du monde y est représenté. Seul le continent africain connait une diversité linguistique, culturelle et génétique plus importante que l'Inde.

### Manque de femmes
Depuis l'arrivée de l'échographie, les cas d'avortement des filles sont très importants, surtout dans les États riches où les personnes peuvent se payer une échographie. C'est ainsi qu'en août 2005, la moyenne nationale à la naissance est de 933 femmes pour 1 000 hommes, ce qui signifie qu'environ 40 millions d'Indiens ne trouveront jamais de partenaire. Dans certains États riches, comme l'Haryana, la moyenne est même de 861 femmes pour 1 000 hommes. Le problème est si important que, depuis 1994, il est interdit de pratiquer des examens prénataux pour déterminer le sexe du fœtus et encore plus des avortements pour cette raison. Mais dans les faits, cette loi est souvent ignorée.
La tendance à l'avortement des filles, loin de se résorber, s'aggrave d'année en année. En 1961, parmi les enfants de 0 à 6 ans, la proportion était de 976 filles pour 1000 garçons. En 2010 c'est seulement 914 filles.
Dans un article paru le 9 janvier 2006 dans la revue médicale The Lancet, les équipes de professeurs Prabhat Jha de l'université de Toronto au Canada et celle de Rajesh Kumar à Chandigarh en Inde ont évalué le déficit de naissances féminines, cela grâce à un recensement lancé en Inde en 1998 auprès de 1,1 million de ménages. Ils ont remarqué que dans les familles où le premier enfant était de sexe féminin, les proportions pour les deuxièmes naissances étaient de 759 filles pour 1 000 garçons, ce taux passant même à 719 après deux naissances féminines. Si le déficit est plus fort chez les femmes éduquées (peut-être dû à leurs revenus plus élevés, qui leur permettrait de pratiquer des examens prénataux pour déterminer le sexe de l'enfant), il ne varie pas en fonction de la religion, à l'exception des chrétiens (1009 femmes pour 1000 hommes).
Comparé aux ratios d'autres pays, il a été estimé qu'il s'est produit un manque de 590 000 et 740 000 filles supplémentaires en 1997, ce qui fait supposer l'avortement d'au moins 500 000 fœtus filles. Sur une échelle de 20 ans, ce seraient 10 millions de filles qui ne seraient pas nées en Inde en raison de cette préférence masculine.
La raison de ces avortements est que les Indiens préfèrent avoir un garçon, car ce sont eux qui perpétuent le patronyme, s'occupent des parents lorsqu'ils sont vieux et, surtout, héritent des terres. En revanche, pour les Indiens, les filles n'apportent rien, bien au contraire, car il faut même payer leur dot à la famille de leur mari. Un vieux proverbe résume même cette situation : « Élever une fille, c'est comme arroser le jardin d'un voisin ».
Alors qu'en Inde les mariages arrangés sont la norme, ce manque de femmes a poussé de nombreuses familles à rechercher une épouse pour leur fils dans certains États montagneux et même à l'étranger (comme au Népal ou au Bangladesh), où un commerce matrimonial, parfois criminel (enlèvements), est apparu. De plus, les hommes dont les familles n'ont aucune terre et peu d'argent ont moins de chances de se trouver une femme, car les familles préfèrent marier leur fille à une famille riche, pour ainsi avoir plus de chance de pouvoir en tirer parti. Il est même arrivé que des cas de polyandrie aient été découverts, où plusieurs frères partagent la même femme.
Cependant, si cet état de fait vient notamment de la dot, il tendance à faire diminuer sa récurrence, en effet, les familles des femmes ont l'avantage.
Plus largement, ce phénomène sociétal atteint en Asie des proportions affectant la démographie mondiale.
Selon les données de la banque mondiales, l'écart entre les femmes et les hommes s'est rétréci. En 2023, les femmes représentaient 48,41 % de la population indienne et s'élevaient au nombre de 696 millions tandis que les hommes étaient 741 millions.

### Un pays jeune
En 2005, les moins de 20 ans représentent 45,3 % de la population indienne, les plus de 60 ans 5,9 %. Même si la part des jeunes diminue lentement (50,7 % des Indiens avaient moins de 20 ans en 1950), le pays doit faire face aux défis de nourrir, loger et scolariser un nombre important d'enfants.

## Natalité
En 2021, le taux de fécondité en Inde s'élève à 2,0 enfants par femme et est passé pour la première fois en dessous du seuil de renouvellement de sa population. Pour comparaison, l'indice est de 3,5 au Pakistan (en 2021) et de 2,0 au Bangladesh (en 2021). Le taux de fécondité en Inde est calculé par l'intermédiaire de sondages à grande échelle.
|               | 1999 | 2006 | 2016 | 2021 |
| ------------- | ---- | ---- | ---- | ---- |
| Milieu urbain | 2,3  | 2,1  | 1,8  | 1,6  |
| Milieu rural  | 3,1  | 3,0  | 2,4  | 2,1  |
| Total         | 2,9  | 2,7  | 2,2  | 2,0  |

Taux de fécondité dans les différents États et territoires de l'Inde en 2012.

Le taux de natalité est de 21,8 ‰ tandis que le taux de mortalité est de 7,1 ‰, ce qui correspond à un taux d'accroissement naturel de 14,7 ‰.

## Distribution de la population

Carte de la densité de population.

La population est inégalement répartie, les grandes villes notamment Chennai et Bengaluru sont très attractives ainsi que la vallée du Gange et plusieurs états du Sud.
En revanche, dans le centre-ouest et dans le nord l'attractivité est moindre.
| Classement des villes les plus peuplées d'Inde | Classement des villes les plus peuplées d'Inde | Classement des villes les plus peuplées d'Inde |
| Rang                                           | Ville                                          | Population                                     |
| ---------------------------------------------- | ---------------------------------------------- | ---------------------------------------------- |
| 1                                              | Bombay                                         | 12 478 447                                     |
| 2                                              | Delhi                                          | 11 007 835                                     |
| 3                                              | Bangalore                                      | 8 425 970                                      |
| 4                                              | Hyderabad                                      | 6 809 970                                      |
| 5                                              | Ahmedabad                                      | 5 570 585                                      |
| 6                                              | Madras                                         | 4 681 087                                      |
| 7                                              | Calcutta                                       | 4 486 679                                      |
| 8                                              | Surate                                         | 4 462 002                                      |
| 9                                              | Pune                                           | 3 115 431                                      |
| 10                                             | Jaipur                                         | 3 073 350                                      |
| 11                                             | Kanpur                                         | 2 920 067                                      |
| 12                                             | Lucknow                                        | 2 901 474                                      |
| 13                                             | Nagpur                                         | 2 405 421                                      |
| 14                                             | Indore                                         | 1 960 521                                      |
| 15                                             | Thane                                          | 1 818 872                                      |
| 16                                             | Bhopal                                         | 1 795 648                                      |
| 17                                             | Visakhapatnam                                  | 1 730 320                                      |
| 18                                             | Pimpri Chinchwad                               | 1 729 359                                      |
| 19                                             | Patna                                          | 1 683 200                                      |
| 20                                             | Ludhiana                                       | 1 613 878                                      |

Selon les estimations de l'ONU publiées en 2023, dans les dix années à venir, un tiers de la croissance démographique sera tiré par deux États pauvres du nord du pays : l'Uttar Pradesh (240 millions d'habitants) et le Bihar (104 millions d'habitants). L'État du Bihar, le seul qui compte plus de trois enfants par femme, n'atteindrait la stabilité démographique (2,1 enfants par femme) qu'en 2039. La population des États du Sud, plus riches, s'est déjà stabilisée et, dans certaines régions, elle décroît. La moitié de la population indienne a moins de trente ans. Faute de places dans les universités, et surtout d'emplois, beaucoup de jeunes sont désœuvrés. En 2022, des émeutes ont éclaté dans l'Uttar Pradesh, où l'âge médian est de 20 ans, après que 12 millions de personnes ont postulé à 35 000 postes dans les chemins de fer. L'augmentation de la population indienne exerce une forte pression sur les ressources, et notamment sur l'eau.

## Composition culturelle
| Composition                   | Hindou | Musulman | Chrétien | Sikh   | Bouddhiste | Jain   | Autres  |
| ----------------------------- | ------ | -------- | -------- | ------ | ---------- | ------ | ------- |
| % de la population de 2011    | 79,8 % | 14,2 %   | 2,3 %    | 1,7 %  | 0,7 %      | 0,4 %  | 2,6 %   |
| Croissance entre 1991 et 2001 | 20,3 % | 29,5 %   | 22,6 %   | 18,2 % | 24,5 %     | 26,0 % | 103,1 % |
| Taux de féminité              | 935    | 940      | 1009     | 895    | 955        | 940    | 1000    |
| Taux d'alphabétisme           | 75,5   | 60,0     | 90,3     | 70,4   | 73,0       | 95,0   | 50,0    |
| Population active occupée     | 40,4   | 31,3     | 39,7     | 37,7   | 40,6       | 32,9   | 48,4    |

### Castes et tribus répertoriées
En 2001, les castes répertoriées (Scheduled Castes en anglais) et les tribus répertoriées (Scheduled Tribes en anglais) représentent respectivement 167 millions et 84 millions de personnes, soit 16,2 % et 8,2 % de la population totale de l'Inde.
En 2011, les castes répertoriées et les tribus répertoriées représentent respectivement 201 millions et 104 millions de personnes, soit 16,6 % et 8,6 % de la population totale de l'Inde.
Le tableau ci-dessous indique l'évolution de la part des castes et tribus répertoriées dans la population totale de l'Inde.
| Année | Castes répertoriées | Tribus répertoriées |
| ----- | ------------------- | ------------------- |
| 1961  | 14,67 %             | 6,86 %              |
| 1971  | 14,60 %             | 6,94 %              |
| 1981  | 15,81 %             | 7,83 %              |
| 1991  | 16,48 %             | 8,08 %              |
| 2001  | 16,20 %             | 8,20 %              |
| 2011  | 16,63 %             | 8,61 %              |

### Religions
Le taux de fécondité des musulmans s'élève à 2,7, contre 2,3 pour l'ensemble de la population. Selon l'économiste Amir Ullah Khan, « cette différence de taux s'explique par le fait qu'ils appartiennent à la couche la plus pauvre du pays. Dès qu'ils s'élèvent économiquement, leur nombre d'enfants diminue. »